# Relación de las antigüedades del Reino del Perú
Relación de las antigüedades del Reino del Perú es una obra escrita por Juan de Santa Cruz Pachacuti Yamqui Salcamaygua a inicios del siglo XVII y publicada en 1879.
La obra es considerada una de las tres obras de gran importancia etnohistórica sobre la cultural andina, junto a la Nueva Corónica y buen gobierno de Guamán Poma de Ayala, y al Manuscrito de Huarochirí anotado por Francisco de Ávila.

## Recepción
Muchos críticos han insistido en señalar su estilo primitivo, descuidado, incongruente en los hechos y hasta inconsecuente en las reflexiones que lo acompañan; sin embargo, es indudable su importancia como documento histórico y lingüístico, por la profusa y valiosa información que contiene. Para Luis Alberto Sánchez, la obra tiene, efectivamente, validez documental, más no literaria. A decir de Raúl Porras Barrenechea, es «la simple traducción al español de los cantares históricos del pueblo incaico sobre las hazañas de sus monarcas».
Markham resaltó los himnos en quechua que aparecen en la obra.  En especial destaca el "himno de la creación", o "creación del hombre", y que empieza así (con su respectiva traducción):

| Ah Uiracochan ticçicapac cay cari cachon cay varmi cachon vilca u[i]lca apu hinantin achicchha camac maypin canque manacho ricayquiman | Ah Wiraquchan Tiqsi Qhapaq Kay qhari kachun Kay warmi kachun Willka willka Apu Hinantin achikchha Kamaq Maypin kanki Manachu rikuykiman | ¡Ah, Viracocha, de todo lo existente el poder que éste sea hombre, que ésta sea mujer! Sagrado... Señor, de toda luz naciente el hacedor. ¿Dónde estás? ¿No podría verte? |